# Even Dwarfs
Even Dwarfs (2009-nu) er en dansk minimalistisk punkrock/post-punk duo bestående af Kim Wolf Andersen (leadvokal, guitar, også i Chainsaw Eaters) og Tobias Bendixen (leadvokal, trommer, også i The City Kill).
Bandet selv nævner deres inspirationer med forbogstavet "W" som Wipers, Wire, Waters & Werner (filminstruktørerne John Waters & Werner Herzog), men også inspiration fra bl.a. det danske punkband Sods er evident.
Even Dwarfs' lyd er præget af rumklang og et kraftigt ekko på vokalerne. Bandets trommesæt, der spilles opretstående, er helt basic; lilletromme, gulvtam og bækken, og trommestilen er effektivt simpel og enkel i sin form. Guitaren er post-punket, støjet, twang'et og effektet med forvrænger, ekko/rumklang og modulationseffekter som chorus/flanger. Musikstilen er energisk, ekspressiv og til tider desperationsfyldt.
Even Dwarfs numre har titler som Nuclear Generation, You Killed Me First, Closer To God og Candyfuck.
Bandet har bl.a. spillet sammen med bands som Iceage, The City Kill, Bost-X (medl. fra Sods og No Knox), Pregnant Man, Skurv, Redflesh, Farsarno Brothers, Orphans, Lover! (US) og Pontiak (US) på spillesteder som Elværket, Lades, Warehouse 9, Lygten Station, Drone, Christiania m.fl.
Even Dwarfs bandnavnet er delvist taget fra Werner Herzog's film "Even Dwarfs Started Small" fra 1970.
Bandet debuterede i november 2009.